# Zen 3
Zen 2 Zen 3+
Zen 4
Zen 3 est le nom de code d’une microarchitecture de processeur d’AMD, sortie le 5 novembre 2020,. Elle est le successeur de Zen 2 et utilise le procédé 7 nm de TSMC pour les chiplets (en) et le procédé 14 nm de GlobalFoundries pour la puce d’E/S sur les puces de serveur et 12 nm pour les puces de bureau. Zen 3 équipe les processeurs de PC de bureau grand public Ryzen 5000 (nom de code « Vermeer ») et les processeurs de serveur Epyc (nom de code « Milan »),. Zen 3 est pris en charge sur les cartes mères avec les chipsets de la série 500 ; les cartes de la série 400 sont également prises en charge sur certaines cartes mères B450 / X470 avec certains BIOS. Zen 3 est la dernière microarchitecture avant qu’AMD ne passe à la mémoire DDR5 et aux nouveaux sockets, qui sont l'AM5 pour les puces pour PC de bureau « Ryzen » aux côtés des SP5 et SP6 pour la plate-forme serveur Epyc et sTRX8. Selon AMD, Zen 3 a 19 % d’instructions par cycle (IPC) plus élevées en moyenne que Zen 2.
Le 1er avril 2022, AMD a lancé la nouvelle série Ryzen 6000 pour ordinateurs portables, en utilisant une architecture Zen 3+ améliorée avec des améliorations architecturales notables en matière d’efficacité énergétique et de gestion de l’alimentation. Et un peu plus tard, le 20 avril 2022, AMD a également sorti le processeur pour PC de bureau Ryzen 7 5800X3D, qui augmente les performances de jeu d’environ +15 % en moyenne en utilisant pour la toute première fois dans un produit PC, un cache L3 3D empilé verticalement. Plus précisément, sous la forme d’un cache L3 de 64 Mo, la puce « 3D V Cache » est réalisée avec le même procédé TSMC N7 que le CCD Zen 3 à 8 cœurs, auquel il est directement lié de cuivre à cuivre.

## Zen 3+
Zen 3 Zen 4
Zen 3+ est le nom de code d’une mise à jour de la microarchitecture Zen 3, qui se concentre sur l’amélioration de l’efficacité énergétique. Elle est sortie en avril 2022 avec la série de processeurs mobiles Ryzen 6000.

### Fonctionnalités et améliorations
Zen 3+ dispose de 50 fonctionnalités de gestion de l’alimentation nouvelles ou améliorées par rapport à Zen 3, et fournit également un cadre de gestion de l’alimentation adaptatif, ainsi que de nouveaux états de veille profonde. Dans l’ensemble, cela apporte des améliorations à l’efficacité à la fois en veille et en charge, avec une augmentation des performances par watt allant jusqu’à 30 % par rapport à Zen 3, ainsi qu’une plus longue durée de vie de la batterie,.
L’IPC est identique à celui du Zen 3 ; les améliorations de performances du Ryzen 6000 par rapport aux processeurs mobiles Ryzen 5000 proviennent de son efficacité plus élevée (donc de plus de performances dans les facteurs de forme à puissance limitée comme les ordinateurs portables), ainsi que de l’augmentation des fréquences d’horloge du fait qu’il est fabriqué avec le nœud TSMC N6 plus petit.
L’implémentation Rembrandt de Zen 3+ prend également en charge la mémoire DDR5 et LPDDR5.